# 엘앤씨바이오
엘앤씨바이오(L&C Bio Co. Ltd.)은 조직공학 치료재료와 피부에 대한 전문 기술을 바탕으로 인체조직이식재, 인체조직기반 의료기기, 화장품, 의약품 등을 제조 및 판매하며 화장품CRO 서비스를 제공하는 대한민국의 기업이다
외국인지분율은 7.54%이다.
최근 의료영상기기 전문 업체인 나노포커스레이를 인수하였다
중국 쿤산 메디컬 파크에 동종 인체조직 이식재 생산공장을 건설하였다

## 투자
인공관절 수술로봇 기업 큐렉소에 지분 9.77%을 대량매도한 바있다
이로 인해 상당한 이득을 봤지만 해당 투자를 위해 발행했던 전환사채 만기가 도래하면서 오히려 유동성 위기에 노출됐다.

## 제품
메가덤(유방 재건 피부이식재), 메가카티(세계 최초 인체조직 기반 초자연골 재생 의료기기)

## 같이 보기
- 플라즈맵

## 참고문헌
1. ↑  원재희, 엘앤씨바이오 신한투자증권 2023년 6월 26일
2. ↑  엘앤씨바이오, 3분기 누적 매출 519억…"상장 후 최대 실적", 히트 뉴스, 2023-11-14
3. ↑  하나증권 - 엘앤씨바이오 2022년 6월 27일
4. ↑  한경래, 대신증권 분석보고서 - 엘앤씨바이오
5. ↑  한국IR협의회 기술분석보고서 엘앤씨바이오
6. ↑  엘앤씨바이오, 전략적 투자 큐렉소 지분 대량매매 배경은?, 의학신문, 2023-07-26
7. ↑  최령, 엘앤씨바이오, '부메랑' 된 외부투자, 딜사이트, 2024-11-04